# Carl Ernst Becker
Carl Ernst Becker, sorbisch Korla Ernst Pjekar (* 10. März 1822 in der Seidau; † 22. Juni 1902 in Bautzen), war ein sorbisch-deutscher Lehrer, Autor und Übersetzer.

## Leben
Becker wurde als Sohn eines Häuslers in der Seidau bei Bautzen geboren. Nach Schulbesuch und Lehrerausbildung am Landständischen Lehrerseminar war Becker seit 1842 Hilfslehrer und 1846 zweiter Lehrer in der Seidau. In den Revolutionsjahren 1848/49 setzte er sich für größere sprachliche Rechte für die sorbische Bevölkerung ein, insbesondere im Schulunterricht. 1850 wechselte er nach Burk als Lehrer und gleichzeitig als Kantor zu St. Michael in Bautzen. Bekannt wurde er vor allem durch die Übersetzung vieler Lieder aus dem und in das Sorbische. Daneben gilt er auch als sorbischer Komponist klassischer Musik. Er unterstützte Korla Awgust Kocor bei der Organisation der Sorbischen Gesangsfeste.
Becker war seit deren Gründung Mitglied der Maćica Serbska.

## Schriften (Auswahl)
- Die sechs Hauptstücke wendisch und deutsch, nebst einigen Gebeten. 1846.
- Liederkranz. Uebersetzung wendischer Originallieder. 1846.
- Die wendische Hochzeit. Übersetzung aus dem Wendischen. 1847.
- Fünfter Kranz wendischer Gesänge. Uebersetzung aus dem Wendischen. 1849.
- (mit Lehrer Bartko): Bibliske stawisny. (= Biblische Geschichte.) 1853.
- Johann Porst’s Katechismus. Neue, nach dem Wendischen bearb. und verm. Ausgabe. 1858.
- Choralmelodien zum wendischen Gesangbuche. Im Verein mit den Cantoren Katzer, Kirschner und Michalk. 1858.
- Aufgaben zu deutschen schriftlichen Arbeiten in wendischen Volksschulen. 1873.